# Denis Diderot
Denis Diderot (Langres, 5 oktober 1713 – Parijs, 31 juli 1784) was een Frans schrijver en filosoof, kunstcriticus en een prominente persoonlijkheid in de radicale Verlichting, met Baruch Spinoza (1632-1677) en Pierre Bayle (1647-1706) die men voorlopers hiervan zou kunnen noemen. Hij was tussen 1750 en 1776 met Jean le Rond d'Alembert redacteur van de Encyclopédie. Hij schreef ongeveer 6.000 van de 72.000 artikelen. In 1773 ondernam hij een journalistieke reis door Holland. Diderot was voor de vrijheid van meningsuiting en godsdienst en droeg bij aan de literatuur met zijn Jacques le Fataliste, een satirische roman waarmee hij de conventies over romans aan de kaak stelde en de vrije wil onderzocht.

## Jeugd en jonge jaren

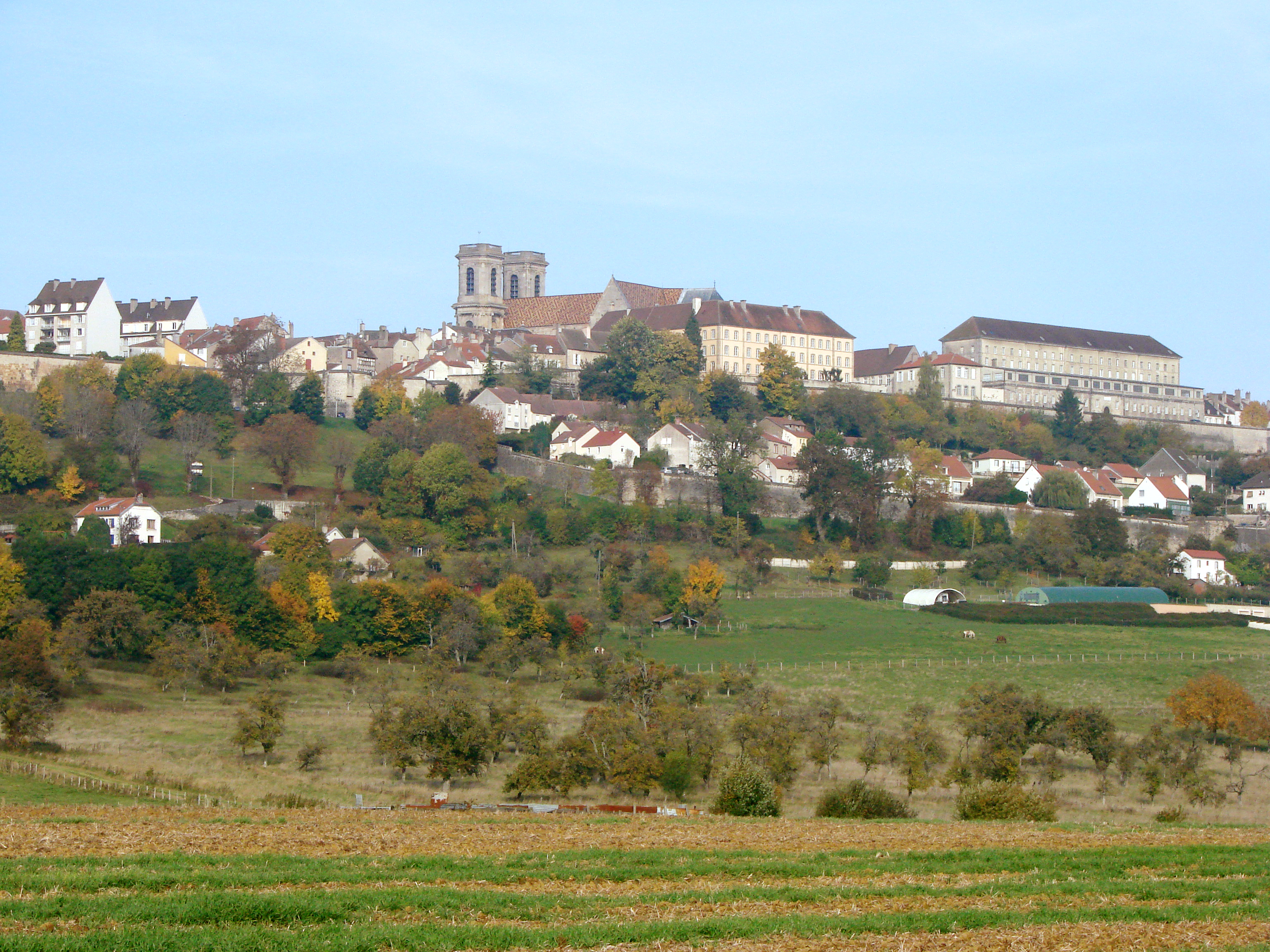
De oude vestingstad Langres

Denis Diderot werd geboren in Langres. Zijn vader – Didier Diderot – was een welgestelde smid, gespecialiseerd in het vervaardigen van messen en chirurgijninstrumenten. Didier was gehuwd met Angélique Vigneron en kreeg met haar zeven kinderen. Denis Diderot werd als tweede zoon (de eerste stierf kort na de geboorte) geboren. Zijn oudste zus Denise werd in 1715 geboren. Van de drie overige zussen Cathérine (1716-1718), nogmaals Cathérine (1719-??) en Angélique (1720-1748) ging de laatste tegen de wil van haar ouders in een ursulinenklooster. Met de geboorte van zijn broer Didier-Pierre, die priester en kanunnik werd, in 1722 was het gezin voltooid.
In Langres bezocht de jonge Denis het college van de Jezuïeten, die tot 1762 het monopolie op het onderwijs in Frankrijk bezaten (in 1762 werd de orde in Frankrijk verboden en de ca. 200 colleges werden gesloten).
Op 22 augustus 1726 ontving Denis op dertienjarige leeftijd zijn tonsuur en werd hij tot clericus gewijd. Deze jeugdige wijding kan te maken hebben met het lucratieve kerkelijke ambt dat zijn oom vervulde. Wellicht hoopte men dat Denis als zijn opvolger naar voren kon worden geschoven. De vroege dood van deze oom zette in ieder geval een streep door deze rekening.
Rond 1729 vertrok Denis Diderot naar Parijs om zijn studie voort te zetten. De periode van 1728 tot 1732 is slecht gedocumenteerd. Vast staat wel, dat hij gedurende deze periode het Collège d'Harcourt bezocht om vervolgens theologie aan de Sorbonne te studeren.
In ieder geval ontving hij op 6 augustus 1735 een getuigschrift van de Universiteit van Parijs, voor de succesvolle tweejarige studie filosofie en driejarige studie theologie.
Diderot brak zijn verdere studie theologie af, studeerde enige tijd rechten en had van 1737 tot 1742 een min of meer ongebonden bestaan. Hij was enige tijd procureursklerk, huisleraar, gaf her en der lessen en wijdde zich aan "studie" in het algemeen.
Hij leefde van de hand in de tand en moest meerdere malen – tot wanhoop van zijn vader – een beroep doen op geldelijke steun van zijn ouders.
Ondanks dit alles ging zijn aandacht in toenemende mate uit naar de literatuur. Hij bezocht regelmatig de theaters, leerde Engels en plaatste enkele artikelen in de Mercure de France – als eerste een stuk over M. Basset in januari 1739.

Tegen het einde van de jaren 1739 annoteerde hij de vertaling van Essay on Man van Alexander Pope door Étienne de Silhouette. Dit was de eerste stap naar zijn werkzaamheden als vertaler.

## Huwelijk en vroege werken

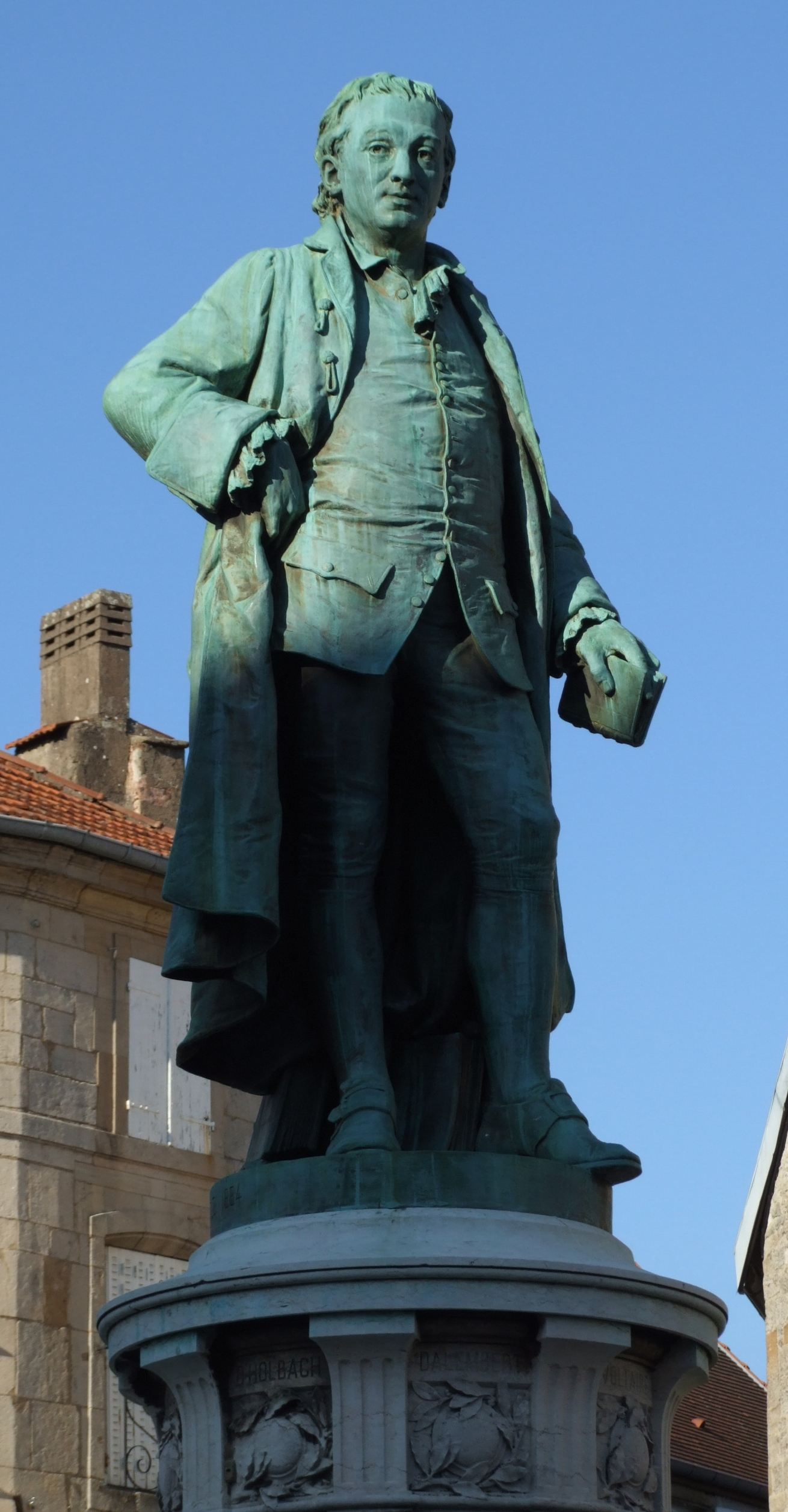
Standbeeld van Denis Diderot in zijn geboorteplaats Langres

In 1742 vond de eerste ontmoeting tussen Diderot en Jean-Jacques Rousseau plaats, het begin van een hechte (maar uiteindelijk gedoemde) vriendschap. In datzelfde jaar reisde Diderot naar Langres om zijn ouders toestemming en een kleine toelage te vragen voor zijn voorgenomen huwelijk met Anne-Antoinette Champion (1710–1796). Als antwoord daarop lieten zijn ouders hem met een lettre de cachet opsluiten in een klooster in de buurt van Troyes. Zij waren tegen het huwelijk van hun zoon met de drie jaar oudere, eenvoudige, onbemiddelde koopvrouw van linnen en kant. Binnen een paar weken wist Diderot te ontsnappen. Hij keerde naar Parijs terug.
In 1743 verscheen zijn eerste vertaling uit het Engels, een boek over de Griekse geschiedenis van Temple Stanyan. In datzelfde jaar trad hij – op dertigjarige leeftijd – heimelijk en zonder ouderlijke toestemming in het huwelijk met Anne-Antoinette. Het huwelijk werd voltrokken op 6 november 1743 in de Église Saint-Pierre-aux-Bœufs. Het huwelijk van Diderot was passioneel en ongelukkig. Precies negen maanden na de huwelijksvoltrekking werd in 1744 hun eerste dochter Angelique geboren. Het meisje stierf enige weken later.
Diderot werkte intussen aan zijn tweede vertaling: Essai sur le mérite et la vertu, vrij naar het gelijknamige werk van Shaftesbury. Zijn neiging om contraire posities in te nemen bleek uit de wijze waarop hij als opposant van de verdediger van de religie van de rede, de positie van de openbaring en daaruit voortvloeiende mogelijkheden innam.
In 1746 werd Diderots tweede kind François Jacques Denis geboren. Ook hij stierf kort na de geboorte.
Ongeveer in dezelfde periode begon Diderot samen met twee collega's – François-Vincent Toussaint en Marc-Antoine Eidous – aan de vertaling van het boek Medicinal Dictionary (1746-1748) van Robert James (1703-1776). Diderot deed hiermee een waardevolle ervaring op voor zijn later uit te geven Encyclopédie.
In zijn eerste originele werk Pensées philosophiques (Den Haag, 1746) keerde hij zich tegen de in Frankrijk heersende geloofsopvatting. Het parlement zag dit werk als een aanval op het Christendom en gaf de scherprechter opdracht het op de brandstapel te gooien. Daarmee was de publieke belangstelling voor dit werk een feit.
Het in 1747 geschreven La promenade du sceptique werd voordat het uitgegeven werd in beslag genomen. Dit boek verscheen uiteindelijk pas geruime tijd na Diderots dood in druk en wel in het vierde deel van zijn Mémoires, correspondance et ouvrages inédits (Parijs, 1830).
Volgend op zijn publicaties ontwikkelde zich een vriendenkring rond Diderot, die wekelijks in het hôtel du Panier Fleuri, nabij het Palais-Royal, samen dineerde. Naast Diderot waren Jean-Jacques Rousseau, Jean le Rond d'Alembert en Étienne Bonnot de Condillac vaste disgenoten.
De boekverkoper en drukker André Le Breton (1708-1779) benaderde Diderot voor de vertaling in het Frans van Ephraim Chambers' Cyclopaedia, or Universal Dictionary of Arts and Sciences (Londen, 1728). Diderot accepteerde de opdracht. Tijdens de vertaling zetten zijn creatieve geest en heldere visie hem aan tot een herdefinitie van het werk. Hij overtuigde Le Breton ervan om zich niet te beperken tot een loutere vertaling van de Cyclopaedia, maar om een nieuw werk te publiceren. Hierin zouden alle actieve schrijvers, ideeën en kennis verzameld worden. Zijn enthousiasme voor het project sloeg over naar zijn uitgevers, die de benodigde middelen verzamelden om dit - veel groter dan gepland - te financieren. Terwijl de benodigde toestemming van de overheid werd verkregen, werd Jean le Rond d'Alembert in 1748 overgehaald om als collega van Diderot de hoofdredactie van de Encyclopédie te voeren.
In datzelfde jaar publiceerde Diderot zijn in oriëntaalse verteltrant vervatte roman: Les Bijoux indiscrets; een allegorie op het Franse hof, die zich afspeelt in Kongo. Volgens de dochter van Diderot schreef hij deze roman op aandringen van zijn minnares Madeleine d'Arsant de Puisieux met wie hij van 1746 tot circa 1750 een liaison had.
Diderot verhuisde naar het Quartier Latin en vestigde zich op de Rue de l'Estrapade 3, waar hij eind juli 1749 gearresteerd werd.

## Château de Vincennes (van 24 juli tot 3 november 1749)

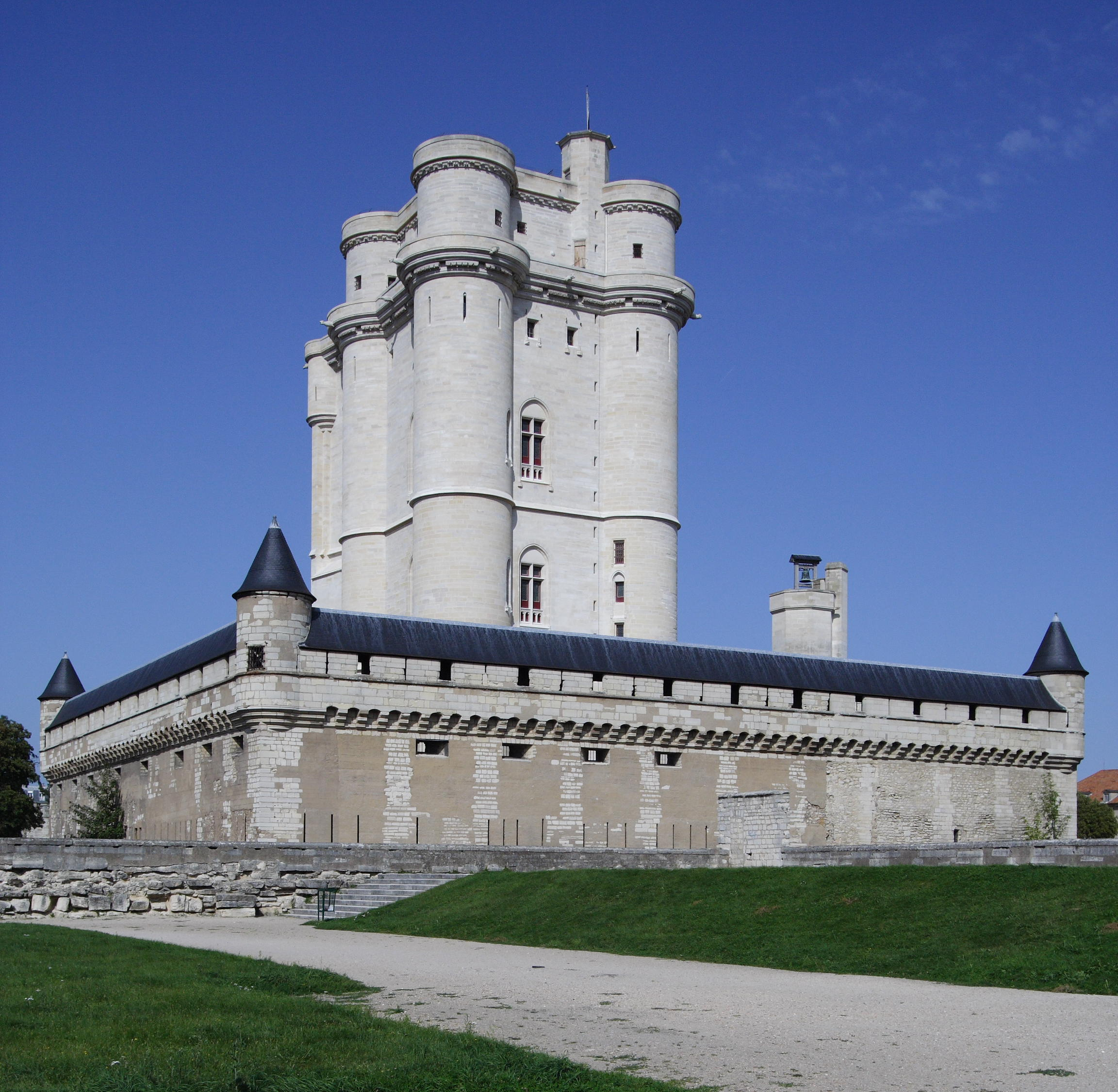
Château de Vincennes

Het door Diderot verkondigde materialisme in zijn Lettre sur les aveugles à l'usage de ceux qui voient [Brief over de blinden ten nutte van de zienden] (Londen, 1749) leidde ertoe, dat de censuur Diderot – die al enige tijd in het oog werd gehouden – als een gevaarlijk personage beschouwde. Het boek werd verboden en op bevel van Nicolas René Berryer – die ook het manuscript van La promenade du sceptique in beslag nam – verdween Diderot voor meer dan drie maanden als gevangene in het Château de Vincennes.
Met de Lettre sur les aveugles leerde de wereld Diderot kennen als een vermetel en origineel denker. Het onderwerp van de verhandeling vormde de discussie over het onderlinge verband tussen de rede en de kennis verkregen door gewaarwording (via de zintuigen). De titel roept op een ironische wijze ook twijfel op over de vraag wie nu in deze discussie precies "de blinden" zijn. Diderot voert een blinde Engelse wiskundige op, genaamd Saunderson, die betoogde dat – ervan uitgaande dat kennis ontspruit aan de zintuigen – de wiskunde de enige vorm van kennis is waarover hij en een ziend persoon overeenstemming konden vinden. De suggestie werd gedaan dat blinden kunnen leren lezen met het gebruik van hun tastzin.
Wat de Lettre sur les aveugles verder zo opmerkelijk maakt, is de heldere, weliswaar niet nader uitgewerkte, uiteenzetting over de theorie van genetische variabiliteit en natuurlijke selectie.

Het essay speelt zich af op het doodsbed van een blinde filosoof, Saunderson, die in zijn laatste uren de argumenten voor de Goddelijke voorzienigheid verwerpt. Saunderson baseerde zijn argumentatie op een neospinozisme, naturalisme en fatalisme en gebruikte een gekunstelde vorm van spontane generatie en de natuurlijke evolutie van soorten, zonder terug te grijpen op schepping of bovennatuurlijk ingrijpen. Het begrip van de “denkende materie” wordt verdedigd, terwijl het teleologisch argument – als hol en niet overtuigend – wordt verworpen.

Tijdens zijn gevangenschap ontving Diderot bijna dagelijks bezoek van Jean-Jacques Rousseau, in die tijd zijn beste en meest volhardende vriend. Onderweg naar Diderot kreeg Rousseau zijn fameuze ingeving, resulterend in zijn Discours sur les sciences et les arts. Met deze verhandeling gaf Rousseau in 1750 het winnende antwoord op de door de Academie van Dijon gestelde prijsvraag, of "de wetenschappelijke vooruitgang en die in de kunsten bijdragen aan het corrumperen of aan het zuiveren van de zeden?"
In zijn verhandeling stelde Rousseau dat de vooruitgang van kunst, letteren en wetenschap ernstige vijanden zijn van de moraal. Hij toonde zich een tegenstander van de vooruitgang, die door zijn vrienden werd nagestreefd. In 1758 leidde dit verschil van inzicht tot een breuk met Diderot.
Op initiatief van Voltaire kwam Émilie du Châtelet tussen bij de gouverneur van Vincennes, die een familielid van haar was, zodat de condities van Diderots gevangenschap werden verlicht. Niettemin was hij erdoor getraumatiseerd. Na diverse verzoeken van zijn uitgevers en een schriftelijke verklaring, waarin hij beloofde nooit meer iets nadeligs over de religie te schrijven (met als resultaat dat zijn meest controversiële werken pas na zijn dood gepubliceerd zouden worden), werd Diderot na meer dan drie maanden uit de kerkers van het Château de Vincennes ontslagen.
Tijdens zijn gevangenschap had Diderot aan de Encyclopédie kunnen doorwerken, hoewel de uitgevers hun betalingen aan hem uitstelden tot na zijn vrijlating.

## De Encyclopédie 1750-1765

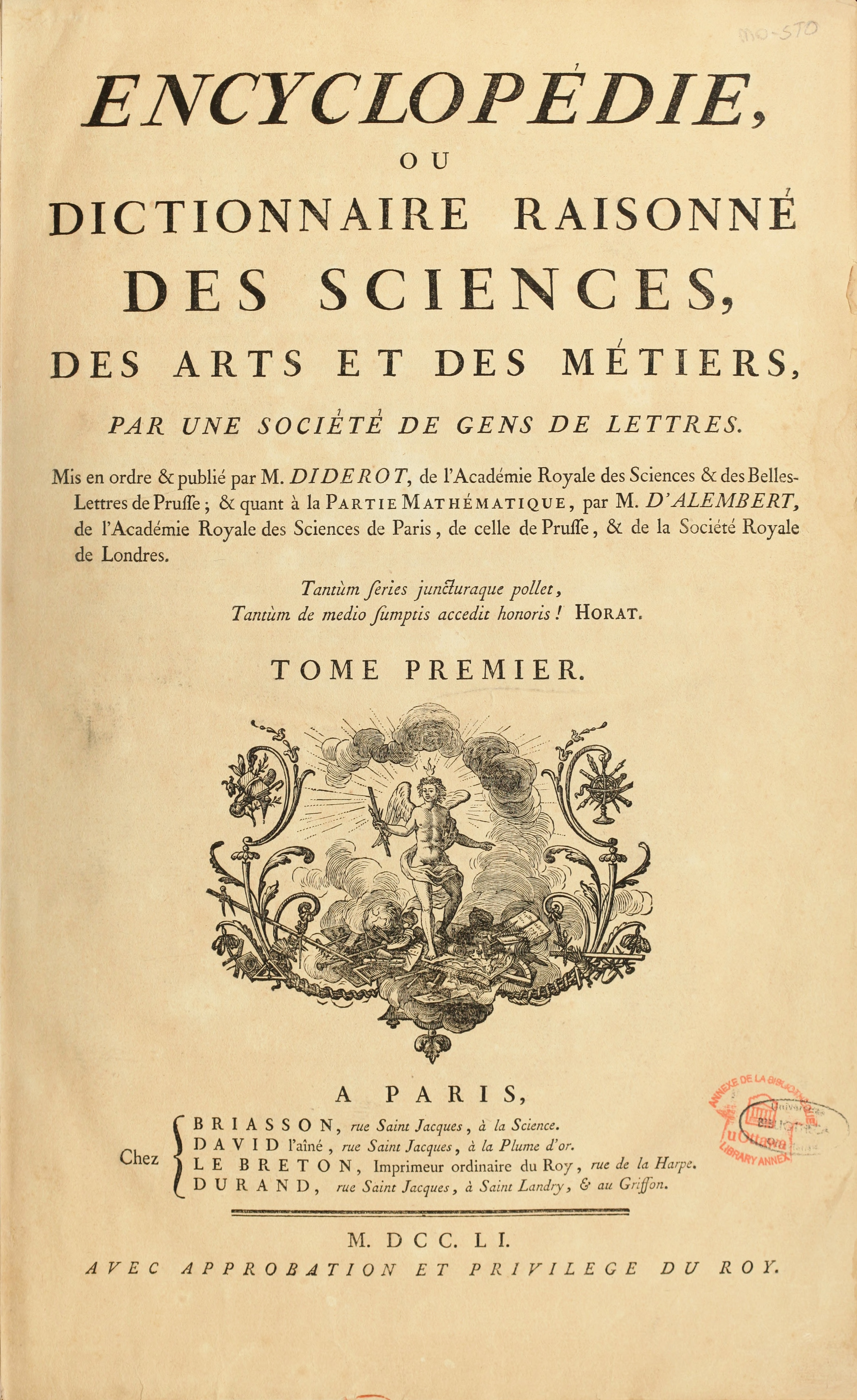
Titelpagina van de Encyclopédie

In 1750 stelt Diderot een – over heel Europa verstuurde – prospectus op, waarin hij geïnteresseerden oproept om in te tekenen op de uit te geven Encyclopédie. In datzelfde jaar begint zijn drie decennia durende vriendschap met Friedrich Melchior Grimm (1723-1807), een Duitse baron, die zich enige jaren eerder in 1748 in Parijs heeft gevestigd.
In 1751 wordt Diderot voorgedragen als lid van de Pruisische Academie van Wetenschappen. In datzelfde jaar, op 28 juni 1751, verschijnt het eerste deel van de Encyclopédie ou Dictionnaire raisonné des sciences, des arts et des métiers [Encyclopedie of beargumenteerd woordenboek van de wetenschappen, kunsten en beroepen] in een oplage van 2075 exemplaren. De inleiding -het Discours Preliminaire- is geschreven door d'Alembert.
De Encyclopédie is een onorthodox werk met – voor die tijd - vooruitstrevende ideeën.
Diderot stelt daarin: "Een encyclopedie moet het ontbreken van een dergelijk project tot nu toe goed maken en moet niet alleen de velden van huidige academische wetenschappen, maar iedere tak van de menselijke kennis omvatten".
Het bestrijken van alle kennisvelden "zal de kracht geven om de gangbare denkwijzen van mensen te veranderen".
Diderot wil alle mensen de mogelijkheid geven hun kennis te vermeerderen en – in zekere zin – elk individu toestaan iedere kennisbehoefte in deze wereld te bevredigen.
Het werk omvat naast de expertise van geleerden en academici in hun respectieve disciplines, de kennis over handel en ambacht van de gewone man, in een poging om alle kennis uit deze tijd samen te brengen en te condenseren tot bruikbare informatie voor iedereen. De encyclopedisten fungeren als een collectief (la société de gens de lettres met 140 participanten) om dit project tot een goed einde te brengen.
Ze werken (ook) individueel om zich niet te hoeven conformeren aan het maatschappelijk gangbare en verzamelen een grote hoeveelheid informatie over een onderwerp vanuit verschillende standpunten, methodes en filosofieën.

De nadruk wordt gelegd op een overvloed aan kennis over ieder onderwerp en voorzien van tegenstrijdigheden en details, waardoor de grootst mogelijke kennis over het onderwerp verkregen kan worden. Alle mensen moeten profijt hebben van de verzamelde inzichten, deze dienen als middel tot verbetering van de maatschappij (als geheel) en van het individu (op zich).

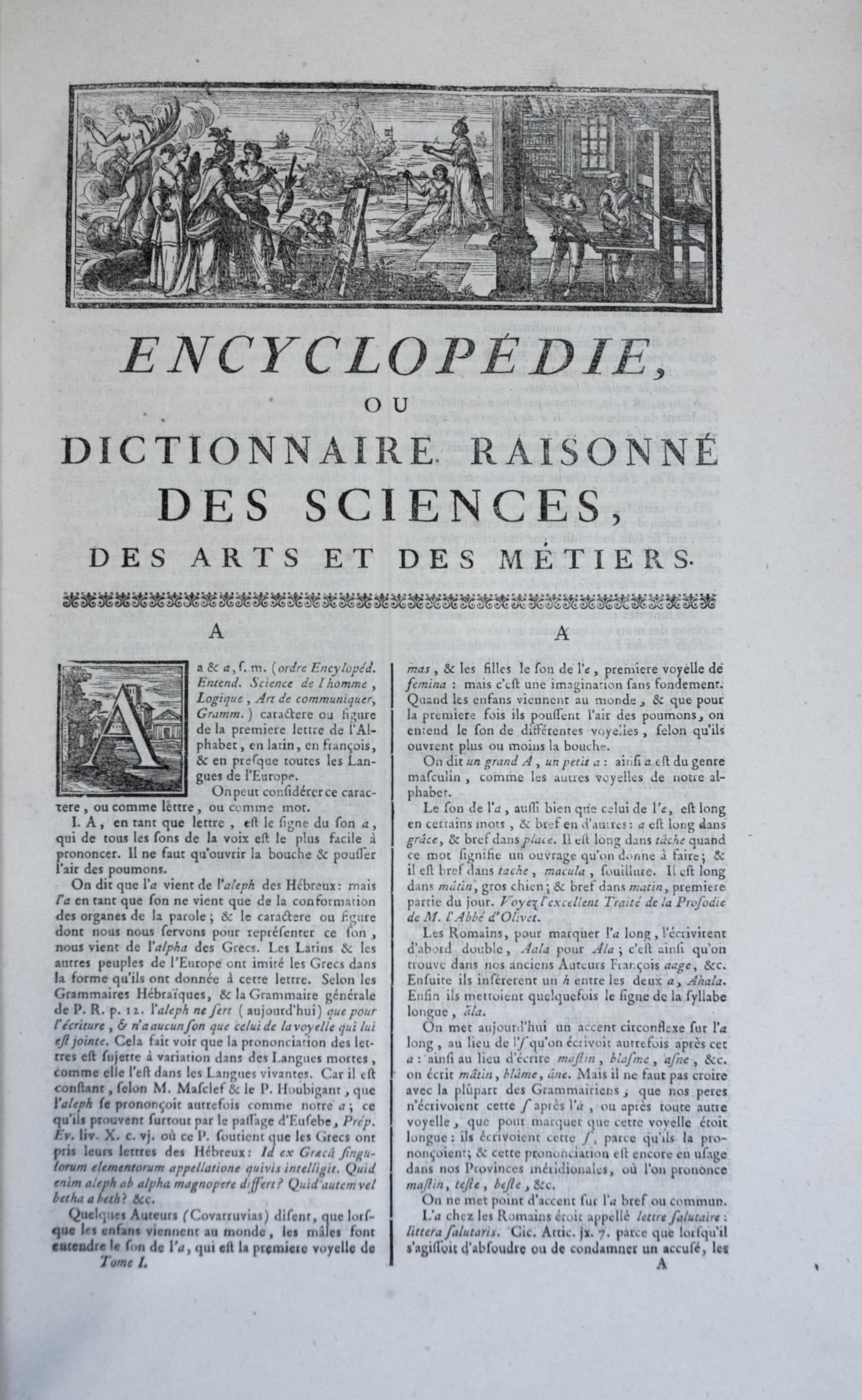
De eerste tekstpagina

Vanaf het begin wordt Diderots werk geplaagd door controversen. De Encyclopédie is een succes voor de boekhandel, maar nadat in 1752 het tweede deel verschijnt, signaleren de Jezuïeten en de Sorbonne daarin onchristelijke tendensen en bewerkstelligen dat de koninklijke vergunning wordt ingetrokken.

Vanaf dat moment moet Diderot alle bijdragen bij de censuur inleveren. Tot zijn geluk heeft hij echter een machtige medestander Chrétien-Guillaume de Lamoignon de Malesherbes, het hoofd van de censuur. Malesherbes, integer en intelligent, is een overtuigd royalist, die ondanks zijn functie tegen de repressie is en deze tot een minimum beperkt.
Door zijn steun en die van andere hooggeplaatste personen, zoals Madame de Pompadour (de maîtresse van Lodewijk XV), die fel tegen de Jezuïeten was, enige ministers en vele invloedrijke vrijmetselaars kunnen tussen 1753-1756 – zonder koninklijke vergunning – vier opeenvolgende delen verschijnen.
Hoewel een aantal bronnen Diderot als lid van de Vrijmetselaars noemen, schijnt hij de initiatie als vrijmetselaar niet te hebben ontvangen.
Vast staat wel, dat Diderot tijdens zijn leven door vrijmetselaars werd omgeven: Louis de Jaucourt, André Le Breton, Montesquieu, Jean-Baptiste Greuze, Claude-Adrien Helvétius, Friedrich Heinrich Jacobi, Voltaire, Otto Hermann von Vietinghoff, Carlo Goldoni.

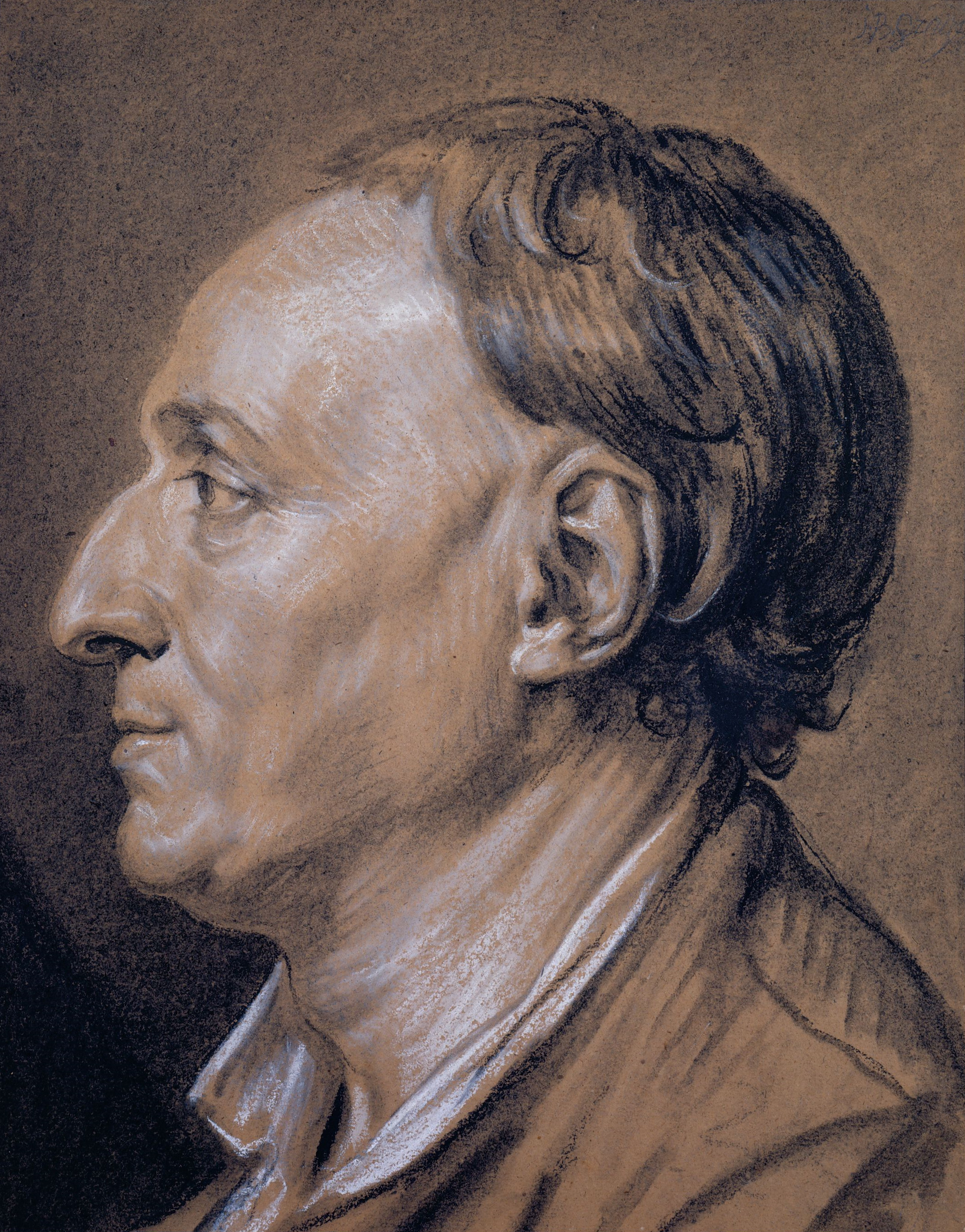
Portret door Greuze, 1766

De komende twintig jaar zijn niet alleen een tijd van onophoudelijk zwoegen, maar ook van kwellende vervolging en deserterende vrienden.
In 1753 wordt zijn dochter Angélique geboren, het enige van de drie kinderen, dat de nu veertigjarige Diderot, zal overleven. Omstreeks diezelfde tijd raakt Diderot bevriend met Paul Henri Thiry d'Holbach, die zijn vrienden – intellectuelen en kunstenaars, die samen de kern van dissidente avant-garde vormen – tweemaal per week placht uit te nodigen voor een gezamenlijk diner in een van zijn huizen in Parijs of Grandval.

In 1754 verhuist het gezin naar een grotere woning aan de Rue Taranne. Het intussen afgebroken huis bevond zich tegenover het Café de Flore op de Boulevard St. Germain, dat zijn bekendheid dankt aan Jean-Paul Sartre en de avant-gardistische existentialisten uit de jaren 50 van de twintigste eeuw.
Omstreeks 1755 ontmoet Diderot Sophie Volland (1716-1784) met wie hij voor de rest van zijn leven een liaison zal hebben. Deze verhouding is de bron voor het na zijn dood in de Mémoires, correspondance et ouvrages inédits (1841) gepubliceerde Correspondance en lettres à Sophie Volland.

Dit is ook de periode waarin Diderot begint met het schrijven van toneelstukken, zoals Le Fils naturel (1757), Le Pėre de famille (1758). In het eerste stuk worstelt een jongeman deugdzaam met zijn gevoelens voor de bruid van zijn vriend, op wie hij tegen zijn wil verliefd is geworden en die zich op haar beurt ook tot hem magisch aangetrokken voelt (terwijl ze zich op het einde als zijn halfzuster openbaart). In het tweede stuk geeft een vader – die eigenlijk, volgens de conventies, passende huwelijken voor zijn beide kinderen nastreeft – na lange innerlijke strijd, toe aan de wens van zijn kinderen om uit liefde te trouwen (ook dit blijken uiteindelijk maatschappelijk geaccepteerde huwelijken te zijn).
Diderot continueert zijn werkzaamheden aan de Encyclopédie en raakt steeds opnieuw in controversen verwikkeld.
De geestelijkheid verafschuwt de Encyclopédie, die door hen als een steeds sterker wordend bolwerk van hun filosofische vijanden wordt gezien. Tegen 1757 is het aantal intekenaars gestegen van 2.000 naar 4.000, een indicatie voor de groeiende populariteit, invloed en macht. De regerende sociale klasse (aristocratie) en kerk zien de Encyclopédie als een bedreiging voor hun positie.
De Encyclopédie stelt dat de mensen van nature gelijk zijn en verkondigt de doctrine dat het grootste belang van de landsregering bij het gewone volk hoort te liggen, de juistheid van religieuze tolerantie, de vrijheid van gedachte en de waarde van wetenschap en nijverheid worden als vanzelfsprekend beschouwd.
Het geloof vat post, dat de Encyclopédie het werk is van een groep samenzweerders tegen de samenleving en dat de open publicatie van deze gevaarlijke ideeën hen aan kracht doet winnen. In 1759 wordt de Encyclopédie dan ook per koninklijk decreet verboden. Nog in datzelfde jaar zet paus Clemens XIII het op de Index. Het werk aan de Encyclopédie gaat desondanks door. De moeilijkheden nemen echter verder toe, omdat vanaf nu alle activiteiten clandestien plaats moeten vinden.
Jean le Rond d'Alembert trekt zich terug uit de onderneming en andere prominente leden, zoals Anne-Robert-Jacques Turgot, Baron de Laune, weigeren om verder mee te werken aan een boek dat een slechte reputatie heeft gekregen.
Diderot wordt aangehouden en zijn huis wordt doorzocht naar gereed liggende artikelen.
De huiszoeking blijkt vruchteloos, er worden geen manuscripten aangetroffen. Deze zijn voorafgaand aan de huiszoeking verborgen in het huis van een niet voor de hand liggende medestander – Malesherbes, de hoofdcensor – die opdracht tot de huiszoeking heeft gegeven.

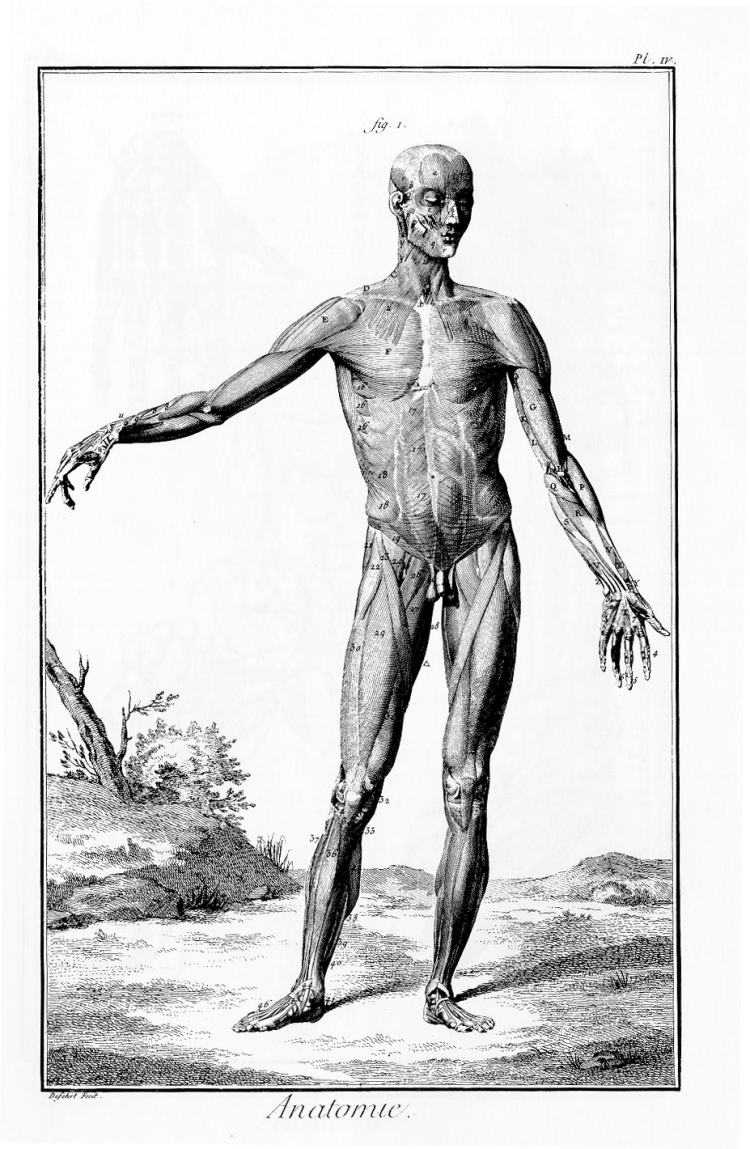
Gravure over anatomie

In 1759 overlijdt Diderots vader. Voor het regelen van de nalatenschap reist Diderot af naar Langres. Tijdens dit verblijf hervindt Diderot zijn geboortegrond en overdenkt hij de onkreukbaarheid van zijn vader. Dit resulteert in een aantal belangrijke geschriften, zoals Voyage à Langres en L'Entretien d'un père avec ses enfants.

Vanaf datzelfde jaar levert Diderot regelmatig bijdragen aan het sinds 1753 door Grimm uitgegeven Correspondance Littéraire. Zo verzorgt Diderot o.a. het verslag van de jaarlijkse tentoonstelling van de leden van de Académie royale de peinture et de sculpture, de zogenaamde "Salons", in dit tweewekelijks verschijnende bulletin.
1759 betekent ook een breuk in de publicaties van Diderot. Schuw geworden door de steeds weer oplaaiende repressie kiest hij ervoor om tot zijn dood nagenoeg geen eigen werk te publiceren. Zelfs de Salons verschijnen eerst in de 19e eeuw in druk.
Nadat d'Alembert zich heeft teruggetrokken blijft Diderot als enige hoofdredacteur van de Encyclopédie over. Vanaf nu wordt dit immense karwei ondergronds, door hem alleen en onder voortdurende bedreiging voltooid.

Hij beschadigt zijn gezichtsvermogen bij de correcties van de drukproeven en de redactie van door derden geschreven bijdragen.
Tot 1759 zijn de eerste zeven delen verschenen, de publicatie van de laatste 10 delen tekst, samen met vijf delen met afbeeldingen, zal pas in de jaren 1765/1766 plaatsvinden.
Intussen leert de regering de inkomsten aan deviezen – die ondanks de Zevenjarige Oorlog en de Franse en Indiaanse Oorlog (1756–1763), uit de verkoop van de Encyclopédie in heel Europa, binnenkomen – te waarderen. Onderhands wordt Diderot dan ook gestimuleerd om met publicatie verder te gaan, terwijl ook Malesherbes hem blijft ondersteunen.
In 1762 worden de jezuïeten, op gezag van het parlement, uit Frankrijk verdreven en ontstaat er een liberaler politiek klimaat. Tot zijn grote ongenoegen ontdekt Diderot in 1764, dat zijn uitgever Le Breton – ter voorkoming van verdere problemen – eigen censuur op de teksten heeft toegepast, waardoor de meest brisante stukken uit de Encyclopédie zijn verwijderd.
In 1765 sluit Diderot met een bittere nasmaak het werk aan het laatste tekstvolume af.
Tweeëntwintig jaar na het verschijnen van het eerste deel van de Encyclopédie, ontvangen de intekenaars, in 1772, de laatste twee delen met afbeeldingen. Daarmee is de volledige eerste versie van de Encyclopédie – bestaande uit 17 delen tekst en 11 met afbeeldingen – voltooid.

## Later leven en andere werken 1765-1784

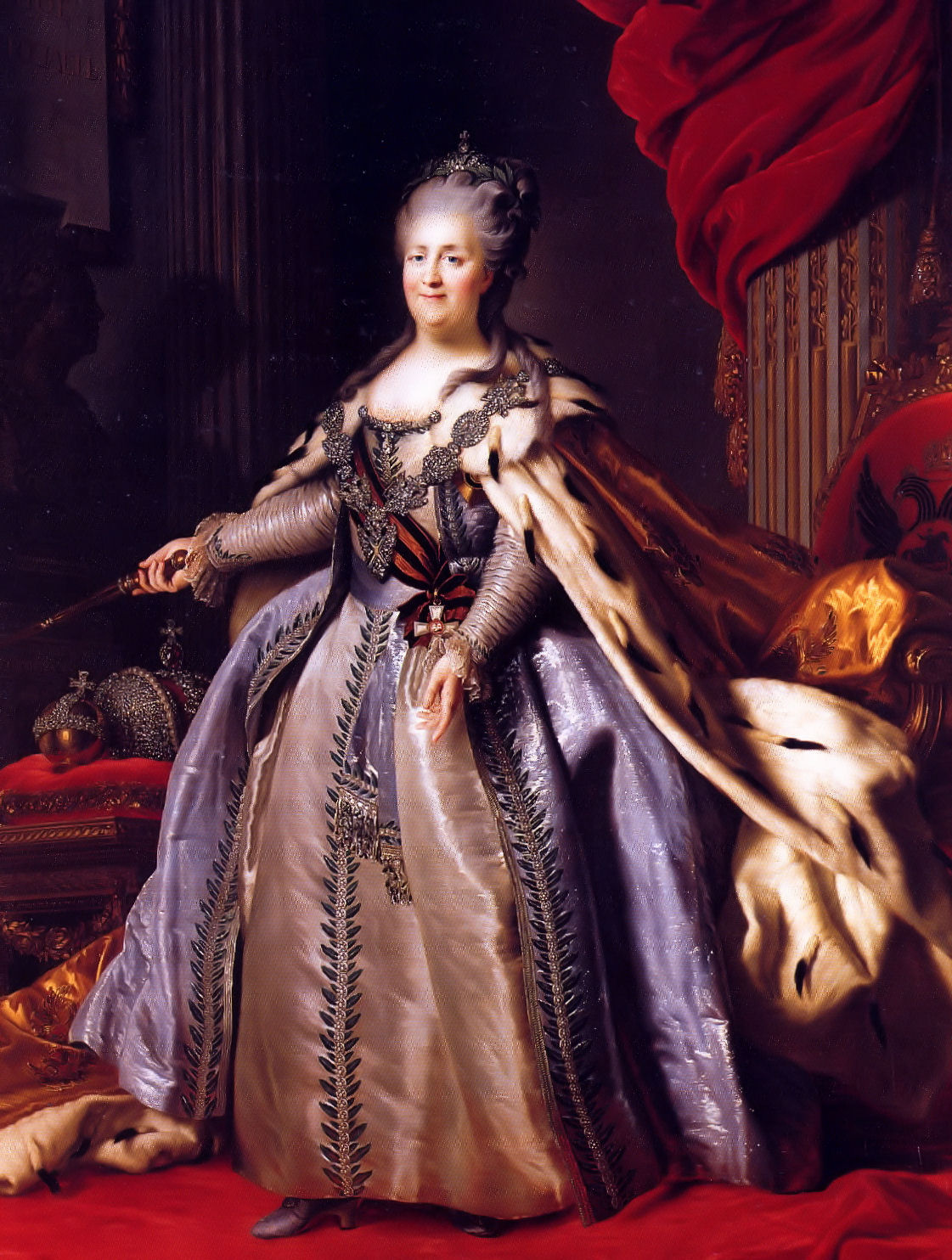
Catharina de Grote in 1770

Om na de voltooiing van de Encyclopédie in zijn verdere levensonderhoud te kunnen voorzien verkoopt Diderot – dankzij bemiddeling van Grimm – in 1765 zijn complete bibliotheek aan Catherina II. Diderot mag de bibliotheek tot zijn levenseinde benutten en krijgt, als 'bibliothecaris', boven op de verkoopprijs van 15.000 Livres , een levenslange bezoldiging van 1000 Livres, die hem - om achterstallige betaling te voorkomen - voor de eerstkomende 50 jaar wordt uitbetaald. Als tegenprestatie dient Diderot echter de keizerin persoonlijk in Sint-Petersburg te gaan bedanken.
In de daarop volgende jaren houdt Diderot zich bezig met de kunstgeschiedenis en de schilderkunst en wordt een van de eerste kunstcritici door zijn bijdragen – van 1759 tot 1771 en sporadisch daarna – aan de Correspondance littéraire van zijn vriend Friedrich Melchior Grimm. Hij vestigt zijn naam als natuurkundige in de Pensées sur l'interprétation de la nature (1754) [Overwegingen bij de duiding van de natuur], waarin hij pleit voor de empirische benadering met behulp van experimenten en zich kant tegen de pseudo-rationalistische natuurverklaringen van de Cartesianisten uit het gevolg van René Descartes.
Daarnaast draagt Diderot in belangrijke mate bij tot de ontwikkeling van het drama. Nog belangrijker dan zijn eerder genoemde toneelstukken zijn Diderots theoretische verhandelingen, zoals bijvoorbeeld: "De la poésie dramatique" (1758), [over de dramatische dichtkunst]. Hierin legt hij de basis voor een nieuw genre, het buiten de traditionele vormen: tragedie en komedie gelegen "drame bourgeois", dat beter dan de klassieke vormen de realiteit van de eeuw weergeven en dan vanzelfsprekend niet in verzen maar in proza.
Belangrijk is ook zijn dialoog: Le paradoxe sur le comédien (1773), [Paradox over de toneelspeler], waarin Diderot o.a. nogmaals behandelt, wat hij in Observations sur Garrick, ou les acteurs anglais (1770) [beschouwingen over Garrick, of de Engelse acteurs] naar voren gebracht heeft: dat namelijk niet de emotioneel gevoelige, maar de nuchtere acteur het gemoed van de toeschouwers weet te bewegen. Diderots invloed op de theaterwetenschappen werkt door tot in het heden, zoals in Bertolt Brechts theorie over de afstandelijkheid en het zichtbaar maken.
Terzelfder tijd werkt Diderot aan romans en vertellingen, die in retrospectief verbluffend modern werken en voor het grootste deel pas na zijn dood in druk zijn verschijnen. Zo schrijft hij in 1760/1761 de naar de Rooms-Katholieke Kerk kritische maar ook gevoelige roman La Religieuse [De non], die de lijdensweg van een onvrijwillig toegetreden non beschrijft en tegenwoordig wel zijn meest gelezen (en verfilmde) werk is (eerste publicatie in 1796).
Ergens tussen 1762 en 1773 schrijft Diderot de experimentele roman Le Neveu de Rameau [De neef van Rameau]. Bij zijn overlijden gaat een exemplaar van het manuscript (samen met zijn bibliotheek) naar Rusland – een of twee andere exemplaren blijven bij de familie van de filosoof. Het Russische exemplaar komt in handen van Goethe, die in 1805 een Duitse vertaling presenteert. Deze tekst wordt vervolgens in 1821 in het Frans terugvertaald. De originele tekst verschijnt in 1823 en in 1890 wordt het autografe manuscript teruggevonden.

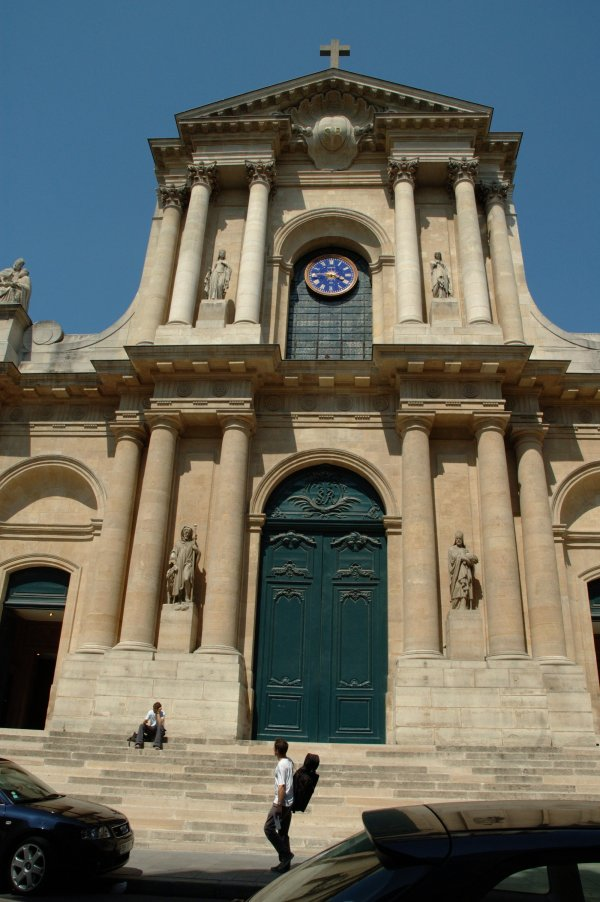
Église Saint-Roch

Diderots dochter Angelique trouwt, waarna hij in 1773 eindelijk zijn reis naar Catherina de Grote in Sint-Petersburg maakt. Zijn weg loopt via Nederland, waar hij Voyage en Hollande schrijft. In 1773 voltooit Diderot eveneens zijn roman Jacques le Fataliste et son Maître  [Jacques de fatalist en zijn meester]. Uittreksels duiken op in de Correspondance littéraire (1778–1780) van zijn vriend Grimm, terwijl ook Schiller – in eigen vertaling – kort na Diderots overlijden, een episode afdrukt in de Rheinische Thalia. Het volledige boek verschijnt eerst in 1796 in druk.
De verhouding tussen de van de gedetermineerdheid van alle gebeurtenissen overtuigde maar levenslustige en actieve knecht Jacques en zijn aan de Vrije wil gelovende maar lethargische en passieve heer, inspireerden Hegel tot zijn in de Phänomenologie des Geistes, (1807) [Fenomenologie van de geest] ontvouwde dialectiek tussen heerschappij en knechtschap. In Diderots (gedurende zijn leven) ongepubliceerde werken tekent zich een duidelijke twijfel af over het optimistische en het verlichte wereldbeeld dat hij met de Encyclopédie openbaarde. Het is zijn vroegere vriend en latere tegenstander Rousseau, die volgens Diderot het verwijt treft dat hij hem van dit optimisme heeft vervreemd.
In het essai Sur les règnes de Claude et de Néron (1782) maakt Diderot de balans op van zijn leven, doordat hij zichzelf identificeert met Seneca – de filosoof die zich engageert en compromitteert – de pendant van Socrates.
Minder dan een half jaar na het overlijden van zijn minnares Sophie Vollante sterft Diderot op 31 juli 1784 in Parijs aan de gevolgen van maagdarmproblemen. Hij wordt begraven in de Église Saint-Roch, waarna de erfgenamen zijn omvangrijke bibliotheek aan Catherina II sturen. De bibliotheek wordt opgenomen in de Russische Nationale Bibliotheek.

## Bibliografie

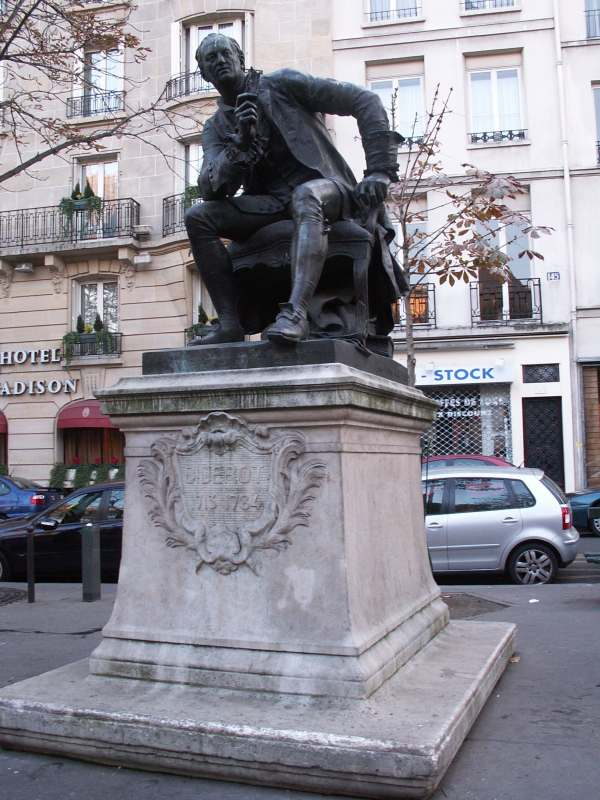
Monument voor Denis Diderot in Parijs, 6e arrondissement door Jean Gautherin